# Victory Tour
El Victory Tour fue una gira musical de los Estados Unidos y Canadá por Michael Jackson y la familia Jackson entre julio y diciembre de 1984. Fue la primera y única gira con los seis hermanos Jackson (aunque Jackie resultó herido durante la mayor parte de la gira). El grupo realizó 55 conciertos para una audiencia de aproximadamente 2 millones. La mayoría vinieron a ver a Michael, cuyo álbum Thriller dominaba el mundo de la música popular de la época. Muchos consideran que es su gira de Thriller, con la mayoría de las canciones en el setlist viniendo de su álbum Off the Wall y del álbum Thriller. La gira supuestamente recaudó aproximadamente 75 millones de dólares (USD $172,893,978 en dólares de 2016) y estableció un nuevo récord para la gira de recaudación más alta. Presentó el guante decorado de Michael, la chaqueta de lentejuelas negra y el moonwalk.
A pesar de su enfoque en Michael, fue nombrada después del recién lanzado álbum Victory de los Jacksons, aunque ninguna de las canciones del álbum se realizaron. Marlon confirmó que esto se debía a que Michael se negaba a ensayarlas o interpretarlas; De hecho, solo se había unido a regañadientes a sus hermanos, que necesitaban los ingresos mientras él no. En la gira, las tensiones entre Michael y sus hermanos aumentaron hasta el punto en que anunció en el espectáculo final que sería la última vez que actuarían juntos, poniendo fin a los planes para una etapa europea.
Los Jacksons ganaron dinero de la gira, junto con el promotor Don King. Michael donó su parte a varias organizaciones benéficas como lo había prometido antes, pero el rencor entre él y sus hermanos tuvo un efecto profundo y duradero en los Jacksons como una familia, alejándolo de ellos durante la mayor parte de su vida posterior y efectivamente terminó los Jacksons como un grupo de actuación. La gira también fue un desastre financiero para el promotor Chuck Sullivan, quien junto con su padre Billy fue finalmente obligado a vender el equipo de fútbol New England Patriots que poseían, junto con el Foxboro Stadium, campo local del equipo, como resultado de las pérdidas que incurrió.

## Antecedentes

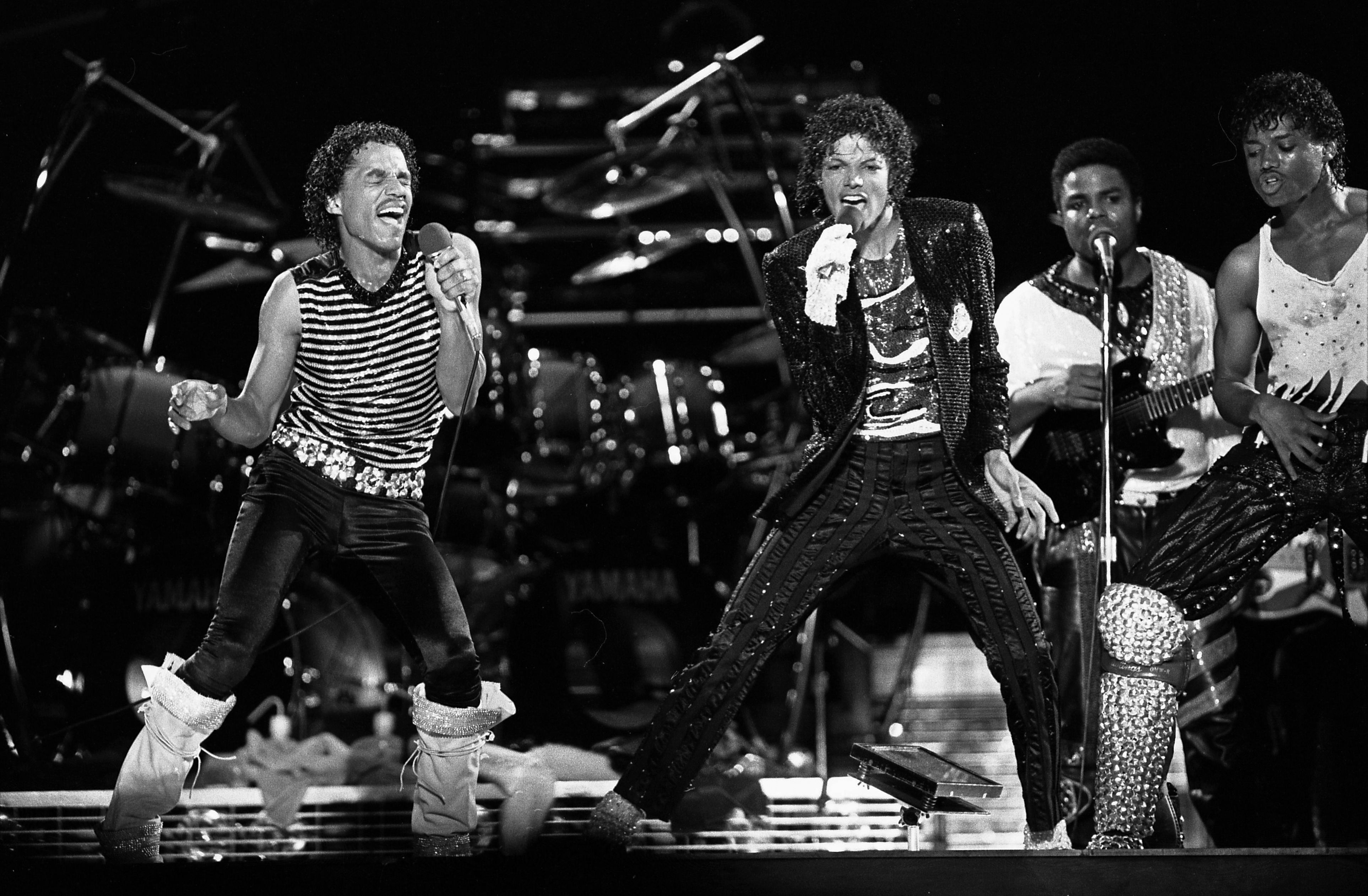
Los Jackson actuando en el escenario del Arrowhead Stadium, Kansas City, durante el Victory Tour.

En noviembre de 1983, The Jacksons anunciaron planes para una gran gira en 1984 en una conferencia de prensa, con el promotor de boxeo Don King ofreciendo 3 millones de dólares (USD $6,915,759 en dólares de 2016) en adelantos. Esa primavera, el álbum Victory fue grabado, para ser lanzado poco antes de la gira en sí. En vísperas de la gira en julio, Michael anunció, en respuesta a quejas sobre el sistema de lotería para la asignación de boletos, que todas sus ganancias para la gira irían a caridades —La United Negro College Fund, la Michael Jackson Scholarship Fund, Camp Good Times para los niños con enfermedades terminales y la T.J. Martell Foundation para la investigación de la leucemia y del cáncer.
En el momento en que se anunció la gira, los Jacksons no habían alineado a un promotor para los espectáculos. En la primavera de 1984, Chuck Sullivan, hijo de Billy Sullivan propietario de los New England Patriots de la National Football League (NFL), fue a Los Ángeles para ver si podía conseguir a los Jacksons para elegir la residencia del equipo, Sullivan Stadium, que la familia también poseía, para los espectáculos del grupo en Boston. Después de usar su experiencia financiera y legal para ayudar a su padre a recuperar el control del equipo que había fundado y construido a raíz de un golpe en la junta directiva de 1974, el joven Sullivan, que había promovido conciertos como estudiante en Boston College y durante su servicio militar en Tailandia, había comenzado a organizar conciertos en el estadio para generar ingresos adicionales para el equipo.

## Setlist
El setlist incluía canciones de los álbumes de The Jacksons Destiny y Triumph. A pesar del nombre de la gira, el álbum Victory no estaba representado. También había canciones en la lista de las carreras de Jermaine y Michael en solitario. Las canciones de los álbumes de Michael Off the Wall y Thriller fueron ambas representadas. El setlist no incluyó “Thriller” en sí porque a Michael no le gustaba la forma en que la canción sonaba en vivo (fue posteriormente actuada regularmente durante las giras solistas de Michael).
Lista de canciones
1. “Sword in the Stone” (introducción)
2. “Wanna Be Startin' Somethin'”
3. “Things I Do for You”
4. “Off the Wall”
5. “Human Nature” (con extractos introductorios de “Ben”)
6. “This Place Hotel”
7. “She's Out of My Life”
8. Medley de Jermaine Jackson: “Let's Get Serious” / “You Like Me, Don't You?”/“Dynamite” / “Tell Me I'm Not Dreamin' (Too Good to Be True)” (con Michael)
9. Jackson 5 Medley : “I Want You Back” / “The Love You Save” / “I'll Be There”
10. “Rock with You”
11. “Lovely One”
12. “Workin' Day and Night”
13. “Beat It”
14. “Billie Jean”
15. “Shake Your Body (Down to the Ground)” (con extractos de “State of Shock” y “Don't Stop 'Til You Get Enough”)

Notas
- Jermaine a veces interpretó la canción “Dynamite” durante su popurrí en solitario en lugar del habitual “You Like Me, Don't You?”

## Fechas de la gira
| Fecha                    | Ciudad                        | País           | Lugar                                | Audiencia |
| ------------------------ | ----------------------------- | -------------- | ------------------------------------ | --------- |
| 6 de julio de 1984       | Kansas City                   | Estados Unidos | Arrowhead Stadium                    | 45,000    |
| 7 de julio de 1984       | Kansas City                   | Estados Unidos | Arrowhead Stadium                    | 45,000    |
| 8 de julio de 1984       | Kansas City                   | Estados Unidos | Arrowhead Stadium                    | 45,000    |
| 13 de julio de 1984      | Dallas, Texas                 | Estados Unidos | Texas Stadium                        | 40,000    |
| 14 de julio de 1984      | Dallas, Texas                 | Estados Unidos | Texas Stadium                        | 40,000    |
| 15 de julio de 1984      | Dallas, Texas                 | Estados Unidos | Texas Stadium                        | 40,000    |
| 21 de julio de 1984      | Jacksonville, Florida         | Estados Unidos | Gator Bowl Stadium                   | 45,000    |
| 22 de julio de 1984      | Jacksonville, Florida         | Estados Unidos | Gator Bowl Stadium                   | 45,000    |
| 23 de julio de 1984      | Jacksonville, Florida         | Estados Unidos | Gator Bowl Stadium                   | 45,000    |
| 29 de julio de 1984      | New York City, New York       | Estados Unidos | Giants Stadium                       | 44,282    |
| 30 de julio de 1984      | New York City, New York       | Estados Unidos | Giants Stadium                       | 44,282    |
| 31 de julio de 1984      | New York City, New York       | Estados Unidos | Giants Stadium                       | 44,282    |
| 4 de agosto de 1984      | New York City, New York       | Estados Unidos | Madison Square Garden                | 17,000    |
| 5 de agosto de 1984      | New York City, New York       | Estados Unidos | Madison Square Garden                | 17,000    |
| 7 de agosto de 1984      | Knoxville, Tennessee          | Estados Unidos | Neyland Stadium                      | 68,783    |
| 8 de agosto de 1984      | Knoxville, Tennessee          | Estados Unidos | Neyland Stadium                      | 68,783    |
| 9 de agosto de 1984      | Knoxville, Tennessee          | Estados Unidos | Neyland Stadium                      | 68,783    |
| 17 de agosto de 1984     | Detroit, Míchigan             | Estados Unidos | Pontiac Silverdome                   | 47,900    |
| 18 de agosto de 1984     | Detroit, Míchigan             | Estados Unidos | Pontiac Silverdome                   | 47,900    |
| 19 de agosto de 1984     | Detroit, Míchigan             | Estados Unidos | Pontiac Silverdome                   | 47,900    |
| 25 de agosto de 1984     | Orchard Park, Nueva York      | Estados Unidos | Rich Stadium                         | 47,000    |
| 26 de agosto de 1984     | Orchard Park, Nueva York      | Estados Unidos | Rich Stadium                         | 47,000    |
| 1 de septiembre de 1984  | Filadelfia (Pensilvania)      | Estados Unidos | JFK Stadium                          | 80,000    |
| 2 de septiembre de 1984  | Filadelfia (Pensilvania)      | Estados Unidos | JFK Stadium                          | 80,000    |
| 7 de septiembre de 1984  | Denver, Colorado              | Estados Unidos | Mile High Stadium                    | 54,000    |
| 8 de septiembre de 1984  | Denver, Colorado              | Estados Unidos | Mile High Stadium                    | 51,000    |
| 17 de septiembre de 1984 | Montreal, Quebec              | Canadá         | Olympic Stadium                      | 40,000    |
| 18 de septiembre de 1984 | Montreal, Quebec              | Canadá         | Olympic Stadium                      | 40,000    |
| 21 de septiembre de 1984 | Washington D. C.              | Estados Unidos | RFK Stadium                          | 45,000    |
| 22 de septiembre de 1984 | Washington D. C.              | Estados Unidos | RFK Stadium                          | 46,000    |
| 28 de septiembre de 1984 | Filadelfia, Pensilvania       | Estados Unidos | JFK Stadium                          | 60,000    |
| 29 de septiembre de 1984 | Filadelfia, Pensilvania       | Estados Unidos | JFK Stadium                          | 60,000    |
| 5 de octubre de 1984     | Toronto, Ontario              | Canadá         | Canadian National Exhibition Stadium | 35,000    |
| 6 de octubre de 1984     | Toronto, Ontario              | Canadá         | Canadian National Exhibition Stadium | 35,000    |
| 7 de octubre de 1984     | Toronto, Ontario              | Canadá         | Canadian National Exhibition Stadium | 35,000    |
| 12 de octubre de 1984    | Chicago, Illinois             | Estados Unidos | Comiskey Park                        | 40,000    |
| 13 de octubre de 1984    | Chicago, Illinois             | Estados Unidos | Comiskey Park                        | 40,000    |
| 14 de octubre de 1984    | Chicago, Illinois             | Estados Unidos | Comiskey Park                        | 40,000    |
| 19 de octubre de 1984    | Cleveland, Ohio               | Estados Unidos | Municipal Stadium                    | 68,000    |
| 20 de octubre de 1984    | Cleveland, Ohio               | Estados Unidos | Municipal Stadium                    | 68,000    |
| 29 de octubre de 1984    | Atlanta, Georgia              | Estados Unidos | Fulton County Stadium                | 31,000    |
| 30 de octubre de 1984    | Atlanta, Georgia              | Estados Unidos | Fulton County Stadium                | 30,000    |
| 2 de noviembre de 1984   | Miami, Florida                | Estados Unidos | Orange Bowl                          | 68,000    |
| 3 de noviembre de 1984   | Miami, Florida                | Estados Unidos | Orange Bowl                          | 66,000    |
| 9 de noviembre de 1984   | Houston, Texas                | Estados Unidos | Astrodome                            | 40,000    |
| 10 de noviembre de 1984  | Houston, Texas                | Estados Unidos | Astrodome                            | 40,000    |
| 16 de noviembre de 1984  | Vancouver, Columbia Británica | Canadá         | BC Place Stadium                     | 42,000    |
| 17 de noviembre de 1984  | Vancouver, Columbia Británica | Canadá         | BC Place Stadium                     | 42,000    |
| 18 de noviembre de 1984  | Vancouver, Columbia Británica | Canadá         | BC Place Stadium                     | 42,000    |
| 30 de noviembre de 1984  | Los Ángeles, California       | Estados Unidos | Dodger Stadium                       | 55,000    |
| 1 de diciembre de 1984   | Los Ángeles, California       | Estados Unidos | Dodger Stadium                       | 55,000    |
| 2 de diciembre de 1984   | Los Ángeles, California       | Estados Unidos | Dodger Stadium                       | 55,000    |
| 7 de diciembre de 1984   | Los Ángeles, California       | Estados Unidos | Dodger Stadium                       | 55,000    |
| 8 de diciembre de 1984   | Los Ángeles, California       | Estados Unidos | Dodger Stadium                       | 55,000    |
| 9 de diciembre de 1984   | Los Ángeles, California       | Estados Unidos | Dodger Stadium                       | 55,000    |